# Lijst van rijksmonumenten in Muiden
De plaats Muiden telt 55 inschrijvingen in het rijksmonumentenregister. Hieronder een overzicht.
| Object                                                                                | Oorspronkelijke functie?  | Bouwjaar                                     | Architect | Locatie                                                 | Coördinaten?                 | Nr.?   | Afbeelding                                            |
| ------------------------------------------------------------------------------------- | ------------------------- | -------------------------------------------- | --------- | ------------------------------------------------------- | ---------------------------- | ------ | ----------------------------------------------------- |
| Laag gepleisterd gebouwtje met rechte kroonlijst                                      | Werk-woonhuis             |                                              |           | Amsterdamsestraat 3                                     | 52° 19' 49" NB, 5° 4' 4" OL  | 30098  | Meer afbeeldingen                                     |
| Laag gepleisterd gebouwtje                                                            | Woonhuis                  |                                              |           | Amsterdamsestraat 5                                     | 52° 19' 49" NB, 5° 4' 3" OL  | 30099  | Meer afbeeldingen                                     |
| Huis met topgevel                                                                     | Woonhuis                  |                                              |           | Amsterdamsestraat 16                                    | 52° 19' 50" NB, 5° 4' 2" OL  | 30100  | Meer afbeeldingen                                     |
| Pand met topgevel                                                                     | Woonhuis                  |                                              |           | Amsterdamsestraat 18                                    | 52° 19' 50" NB, 5° 4' 2" OL  | 30101  | Meer afbeeldingen                                     |
| Laag gebouwtje in neoklassieke stijl met gemetselde bogen                             | Woonhuis                  | begin 19e eeuw                               |           | Amsterdamsestraat 26                                    | 52° 19' 50" NB, 5° 4' 1" OL  | 30102  | Meer afbeeldingen                                     |
| Boerderij 18e-eeuws langhuistype met verhoogd woongedeelte terzijde opkamer           | Boerderij                 | 18e eeuw                                     |           | Googweg 10                                              | 52° 19' 23" NB, 5° 6' 24" OL | 30104  | Meer afbeeldingen                                     |
| Pand met topgevel                                                                     | Woonhuis                  |                                              |           | Hellingstraat 8                                         | 52° 19' 50" NB, 5° 4' 7" OL  | 30105  | Meer afbeeldingen                                     |
| Pand met topgevel                                                                     | Woonhuis                  |                                              |           | Hellingstraat 25                                        | 52° 19' 51" NB, 5° 4' 7" OL  | 30106  | Meer afbeeldingen                                     |
| Muiderslot                                                                            | Kasteel, buitenplaats     | Mogelijk 1280                                |           | Herengracht 1                                           | 52° 20' 4" NB, 5° 4' 16" OL  | 30107  | Meer afbeeldingen                                     |
| Pand met gepleisterde gevel                                                           | Woonhuis                  |                                              |           | Herengracht 23                                          | 52° 19' 56" NB, 5° 4' 16" OL | 30108  | Meer afbeeldingen                                     |
| Pand met halsgevel, met gebeeldhouwd ovaal venster in top                             | Woonhuis                  | 17e eeuw                                     |           | Herengracht 40                                          | 52° 19' 52" NB, 5° 4' 14" OL | 30109  | Meer afbeeldingen                                     |
| Pand met klokgevel met natuurstenen gebogen randen met bloem- en vruchtmotieven       | Woonhuis                  | overgang 17e/18e eeuw                        |           | Herengracht 51                                          | 52° 19' 51" NB, 5° 4' 12" OL | 30110  | Meer afbeeldingen                                     |
| Pand met gepleisterde lijstgevel                                                      | Woonhuis                  |                                              |           | Herengracht 54                                          | 52° 19' 50" NB, 5° 4' 12" OL | 30111  | Meer afbeeldingen                                     |
| Pand met gepleisterde lijstgevel                                                      | Woonhuis                  |                                              |           | Herengracht 56                                          | 52° 19' 50" NB, 5° 4' 13" OL | 30112  | Pand met gepleisterde lijstgevel                      |
| Pand met gepleisterde lijstgevel                                                      | Woonhuis                  |                                              |           | Herengracht 58                                          | 52° 19' 49" NB, 5° 4' 12" OL | 30113  | Meer afbeeldingen                                     |
| Pand met lijstgevel                                                                   | Woonhuis                  |                                              |           | Herengracht 60                                          | 52° 19' 49" NB, 5° 4' 12" OL | 30114  | Meer afbeeldingen                                     |
| Pand met lijstgevel                                                                   | Onderdeel woningen e.d.   | 19e eeuw                                     |           | Herengracht 64                                          | 52° 19' 48" NB, 5° 4' 11" OL | 30115  | Meer afbeeldingen                                     |
| "De Gooyse Boer"                                                                      | Woonhuis                  | Voor 1756 (bouw) 1756 (verb.)                |           | Herengracht 71                                          | 52° 19' 48" NB, 5° 4' 11" OL | 30116  | Meer afbeeldingen                                     |
| Restaurant "Graaf Floris V van Muiden", gevel met getande rechte kroonlijst           | Horeca                    | 18e eeuw                                     |           | Herengracht 72                                          | 52° 19' 47" NB, 5° 4' 10" OL | 30117  | Meer afbeeldingen                                     |
| Pand met rechte lijstgevel, middenpartij versierd met beeldhouwwerk, opkamer terzijde | Boerderij                 | 18e eeuw                                     |           | Herengracht 75                                          | 52° 19' 47" NB, 5° 4' 10" OL | 30118  | Meer afbeeldingen                                     |
| Pand met gevel met rechte kroonlijst, houten deuromlijsting, kroonlijst met metopen   | Woonhuis                  | 18e eeuw                                     |           | Herengracht 76                                          | 52° 19' 47" NB, 5° 4' 10" OL | 30119  | Meer afbeeldingen                                     |
| Heilige Nicolaaskerk (Muiden)                                                         | Kerk en kerkonderdeel     | aanvang 19e eeuw                             |           | Herengracht 83                                          | 52° 19' 45" NB, 5° 4' 7" OL  | 30120  | Meer afbeeldingen                                     |
| Grote of Sint-Nicolaaskerk                                                            | Kerk en kerkonderdeel     | 15e eeuw (kerk) 12e eeuw (toren)             |           | Kerkstraat 1                                            | 52° 19' 43" NB, 5° 4' 9" OL  | 30121  | Meer afbeeldingen                                     |
| Pand met topgevel                                                                     | Woonhuis                  | 18e eeuw                                     |           | Naarderstraat 10                                        | 52° 19' 47" NB, 5° 4' 13" OL | 30122  | Meer afbeeldingen                                     |
| Brugwachtershuis, neoclassicistisch gepleisterd gebouwtje                             | Dienstwoning              | 19e eeuw                                     |           | Sluisstraat 1                                           | 52° 19' 48" NB, 5° 4' 7" OL  | 30123  | Meer afbeeldingen                                     |
| Pand met halsgevel, pui intact, bogen boven de vensters                               | Werk-woonhuis             | 17e eeuw                                     |           | Sluisstraat 3                                           | 52° 19' 48" NB, 5° 4' 6" OL  | 30124  | Meer afbeeldingen                                     |
| Statig huis met rechte getande kroonlijst                                             | Appartementengebouw       | eind 18e eeuw                                |           | Sluisstraat 2                                           | 52° 19' 49" NB, 5° 4' 7" OL  | 30125  | Statig huis met rechte getande kroonlijst             |
| Groote Zeesluis: ijzeren draaibrug met kaden en sluizen en lantaarns                  | Waterkering en -doorlaat  | 1809-1812 (vernieuwd)                        |           | Draaibrug bij Sluisstraat                               | 52° 19' 48" NB, 5° 4' 9" OL  | 30126  | Meer afbeeldingen                                     |
| Pand met lijstgevel met opkamer                                                       | Woonhuis                  | 18e eeuw                                     |           | Weesperstraat 1                                         | 52° 19' 49" NB, 5° 4' 6" OL  | 30127  | Meer afbeeldingen                                     |
| Pand met afgeknotte gepleisterde gevel                                                | Woonhuis                  | 17e eeuw                                     |           | Weesperstraat 9                                         | 52° 19' 48" NB, 5° 4' 5" OL  | 30128  | Meer afbeeldingen                                     |
| Pand met topgevel met voluten                                                         | Woonhuis                  | 18e eeuw                                     |           | Weesperstraat 12                                        | 52° 19' 48" NB, 5° 4' 4" OL  | 30129  | Meer afbeeldingen                                     |
| Pand met afgeknotte gevel met oude onderpui                                           | Woonhuis                  | 1644                                         |           | Weesperstraat 52                                        | 52° 19' 45" NB, 5° 4' 1" OL  | 30130  | Meer afbeeldingen                                     |
| Pand met topgevel                                                                     | Woonhuis                  |                                              |           | Weesperstraat 54                                        | 52° 19' 45" NB, 5° 4' 1" OL  | 30131  | Meer afbeeldingen                                     |
| Lage boerderij-achtige hofstede, oude roedenverdeling                                 | Boerderij                 | 18e eeuw                                     |           | Zuidpolderweg 8                                         | 52° 19' 7" NB, 5° 5' 58" OL  | 30132  | Lage boerderij-achtige hofstede, oude roedenverdeling |
| De Smederij van Melis                                                                 | Woonhuis                  | mogelijk 17e eeuw (oorsprong) 1811 (jaartal) |           | Naarderstraat 6                                         | 52° 19' 47" NB, 5° 4' 13" OL | 418001 | De Smederij van Melis                                 |
| Vesting Muiden: Omwalling Muiderslot met sluisbeer                                    | Omwalling                 |                                              |           | Omwalling Muiderslot met bomvrije gebouwen en sluisbeer | 52° 19' 40" NB, 5° 3' 33" OL | 454480 | Meer afbeeldingen                                     |
| Vesting Muiden: Bastion VI met remise G                                               | Bomvrij militair object   |                                              |           | Bastion VI                                              | 52° 19' 54" NB, 5° 4' 18" OL | 454481 | Meer afbeeldingen                                     |
| Vesting Muiden: Courtine VI-VII                                                       | Omwalling                 |                                              |           | Courtine VI-VII                                         | 52° 19' 54" NB, 5° 4' 18" OL | 454482 | Meer afbeeldingen                                     |
| Vesting Muiden: Bastion VII met bomvrije kazerne D                                    | Bomvrij militair object   |                                              |           | Bastion VII                                             | 52° 19' 53" NB, 5° 4' 18" OL | 454483 | Meer afbeeldingen                                     |
| Vesting Muiden: Courtine VII-VIII met ravelijn en Muizenfort (gebouw C)               | Omwalling                 |                                              |           | Courtine VII-VIII                                       | 52° 19' 47" NB, 5° 4' 22" OL | 454484 | Meer afbeeldingen                                     |
| Vesting Muiden: Bastion VIII met munitiemagazijn E                                    | Bomvrij militair object   |                                              |           | Bastion VIII                                            | 52° 19' 47" NB, 5° 4' 15" OL | 454485 | Meer afbeeldingen                                     |
| Vesting Muiden: Courtine VIII-IX met schuilplaats                                     | Omwalling                 |                                              |           | Courtine VIII-IX                                        | 52° 19' 40" NB, 5° 3' 33" OL | 454486 | Meer afbeeldingen                                     |
| Vesting Muiden: Bastion IX met remise F                                               | Bomvrij militair object   |                                              |           | Bastion IX                                              | 52° 19' 35" NB, 5° 4' 9" OL  | 454487 | Vesting Muiden: Bastion IX met remise F               |
| Vesting Muiden: Courtine IX-X met ravelijn, schuisluis, beer en wachthuis H (Fort H)  | Omwalling                 |                                              |           | Courtine IX-X                                           | 52° 19' 37" NB, 5° 4' 1" OL  | 454488 | Meer afbeeldingen                                     |
| Vesting Muiden: Bastion X                                                             | Bomvrij militair object   |                                              |           | Bastion X                                               | 52° 19' 44" NB, 5° 3' 52" OL | 454489 | Upload foto                                           |
| Vesting Muiden: Courtine X-XI met ravelijn, sluis en beer                             | Omwalling                 |                                              |           | Courtine X-XI                                           | 52° 19' 44" NB, 5° 3' 52" OL | 454490 | Meer afbeeldingen                                     |
| Vesting Muiden: Bastion XI                                                            | Bomvrij militair object   |                                              |           | Bastion XI                                              | 52° 19' 44" NB, 5° 3' 52" OL | 454491 | Meer afbeeldingen                                     |
| Vesting Muiden: Courtine XI-XII met hoofdwacht                                        | Omwalling                 |                                              |           | Courtine XI-XII                                         | 52° 19' 44" NB, 5° 3' 52" OL | 454492 | Upload foto                                           |
| Vesting Muiden: Westbatterij                                                          | Bomvrij militair object   | 1852 (huidige torenfort)                     |           | Westbatterij                                            | 52° 19' 40" NB, 5° 3' 33" OL | 454493 | Meer afbeeldingen                                     |
| Vesting Muiden: Enveloppe                                                             | Omwalling                 |                                              |           | Enveloppe                                               | 52° 19' 60" NB, 5° 4' 25" OL | 454494 | Upload foto                                           |
| Pastorie                                                                              | Kerkelijke dienstwoning   | 1770-1870                                    |           | Herengracht 82                                          | 52° 19' 45" NB, 5° 4' 7" OL  | 511947 | Meer afbeeldingen                                     |
| Pampus                                                                                | Fort, vesting en -onderdl | 1880-1920                                    |           | IJ-meer                                                 | 52° 21' 53" NB, 5° 4' 8" OL  | 526452 | Meer afbeeldingen                                     |
| Noordpoldergemaal                                                                     | Gemaal                    | 1892                                         |           | Noordpolderkade 1                                       | 52° 19' 43" NB, 5° 4' 32" OL | 531328 | Noordpoldergemaal                                     |